# Martin Perscheid

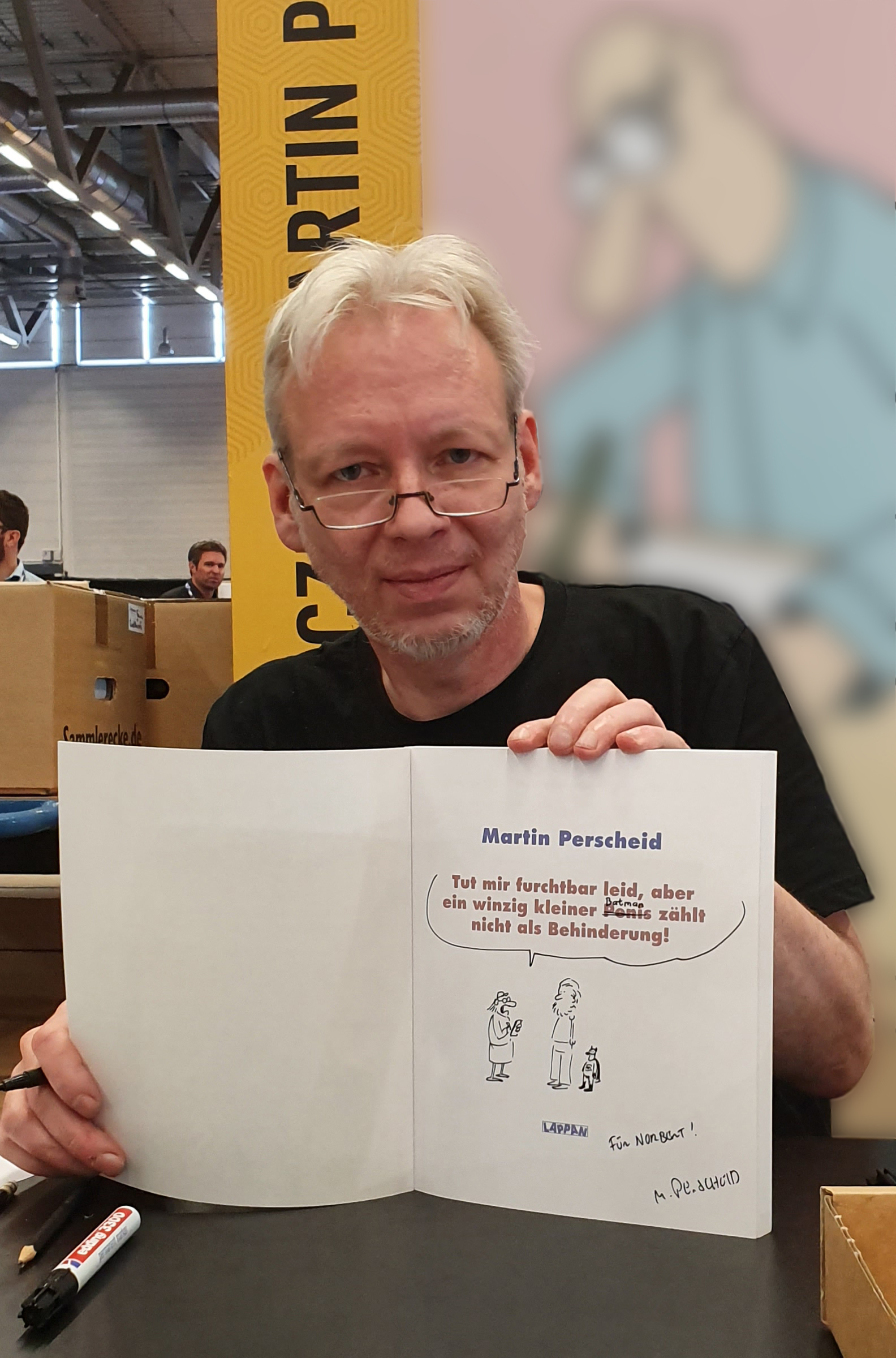
Martin Perscheid en 2019

Martin Perscheid (* 16 de febrero de 1966 en Wesseling;† 31 de julio de 2021) fue un caricaturista alemán.

## Biografía
Los padres de Perscheid poseían un comercio de dos ruedas para scooters de las marcas Piaggio y Vespa en su ciudad natal de Wesseling, que su hermano menor Christoph ha continuado desde 1999. Perscheid ya dibujó caricaturas de maestros y compañeros de clase durante sus días escolares. Después de graduarse de la escuela secundaria, completó un aprendizaje como fabricante de plantillas de impresión y luego realizó su servicio civil.Posteriormente, Perscheid trabajó por primera vez en una agencia de publicidad en Colonia y finalmente trabajó como diseñador gráfico publicitario para la moda en Düsseldorf hasta 1993.[Según un editor del periódico Express, envió dibujos al servicio de prensa Bulls y fue aceptado como caricaturista.
Las caricaturas de Perscheid se publicaron en periódicos y revistas desde 1994, desde 1996 bajo el título "Los abismos de Perscheid". Dibujó seis caricaturas a la semana alternadamente durante dos semanas y luego tomó trabajos a tiempo parcial durante una semana porque los ingresos como artista de dibujos animados no eran suficientes para cubrir el costo de vida.
Entre otros galardones, fue ganador del reconocido Premio Max y Moritz a la mejor serie de dibujos animados en alemán y la insignia cultural de su ciudad natal Wesseling en 2002. En 2014, recibió el premio especial a la originalidad cultural del Kulturpreis del distrito de Rin-Erft. Recibió una medalla de bronce en el Premio Alemán de Dibujos Animados 2018.
Perscheid vivió y trabajó en Wesseling,donde sucumbió al cáncer a la edad de 55 años. Estaba casado; dos hijos surgieron del matrimonio.

## Exposiciones
- 2017: Martin Perscheid "Abismos", Museo del Bajo Rin Alma Grevenbroich

## Libros y publicaciones
- Gansos - espectáculo de striptease. Lappan Publishers, 1995, ISBN 3-89082-548-6.
- Bueno, quiero aceptar eso. Lappan Verlag, 1997, ISBN 3-89082-752-7.
- Cuando los idiotas se duchan. Lappan Publishers, 1999, ISBN 3-89082-847-7.
- Si... la verdadera historia del mundo (junto con Jens-Oliver Haas). Rake-Verlag, 1999, ISBN 3-931476-25-1.
- Floradomía. Rake-Verlag, 2000, ISBN 3-931476-29-4.
- Desastres de primera cita. Lappan Publishers, 2000, ISBN 3-8303-3003-0.
- Mujeres en el abismo. Lappan Publishers, 2001, ISBN 3-8303-4029-X.
- Automovilistas en el abismo. Lappan Publishers, 2001, ISBN 3-8303-4032-X.
- Hombres en el abismo. Lappan Publishers, 2001, ISBN 3-8303-4030-3.
- Relaciones en el abismo. Lappan Publishers, 2001, ISBN 3-8303-4031-1.
- ¡Alguien me envió un mensaje de texto! Lappan Publishers, 2002, ISBN 3-8303-3028-6.
- Padres en el abismo. Lappan Publishers, 2003, ISBN 3-8303-4109-1.
- Perros en el abismo. Lappan Publishers, 2003, ISBN 3-8303-4108-3.
- ¡Los hombres también pueden limpiar los lavavajillas!. Lappan Publishers, 2004, ISBN 3-8303-3089-8.
- ¡Así que para mí personalmente eso me dice algo!. Lappan Publishers, 2006, ISBN 3-8303-3127-4.
- Pequeño Perscheid. Lappan Publishers, 2007, ISBN 978-3-8303-6157-2.
- Perscheid para destornilladores. Lappan Publishers, 2008, ISBN 978-3-8303-6161-9.
- El gordo Perscheid. Lappan Verlag, 2008, ISBN 978-3-8303-3187-2.
- Adelgazamiento con la luna. Lappan Publishers, 2009, ISBN 978-3-8303-3232-9.
- El libro de dibujos animados para padres. Lappan Publishers, 2010, ISBN 978-3-8303-6200-5.
- Espectáculo del Caribe. Lappan Publishers, 2012, ISBN 978-3-8303-3298-5.
- Mujeres. Lappan Verlag, 2013, ISBN 978-3-8303-3345-6.
- Te lo mostraría, ¡pero no veo nada!, Lappan Verlag, 2014, ISBN 978-3-8303-3354-8.
- ¿Por qué Facebook eliminó nuestra foto de perfil?, Lappan Verlag, 2016, ISBN 978-3-8303-3414-9.
- Lo siento terriblemente, ¡pero un pene pequeño no cuenta como una discapacidad!, Lappan Verlag, 2017, ISBN 978-3-8303-3481-1.
- El gordo Perscheid. Lappan Publishers, 2018, ISBN 978-3-8303-3502-3.
- Los principales YouTubers descubrieron que los aviones no pueden volar en absoluto. Lappan Publishers, 2019, ISBN 978-3-8303-3550-4.
- Los abismos de Perscheid. Lappan Publishers, 2021, ISBN 978-3-8303-3599-3.